# Hôtel des Ingénieurs
L'hôtel des Ingénieurs est un hôtel particulier de Saint-Étienne dans le département de la Loire. Ses toitures, façades et sa cage d'escalier sont inscrits au titre des monuments historiques par arrêté du 27 juin 2007.